# البعوض (رواية)
البعوض هي رواية ساخرة للمؤلف الأمريكي ويليام فوكنرالخاصل على جائزة نوبل للأدب سنة 1949. نُشرت لأول مرة في العام 1927 من قبل دار نشر بوني وليفّرايت الواقعة في نيويورك وهي رواية المؤلف الثانية.ترجمها للعربية جمال الدين الرمادي وصدرت عن الدار القومية للطباعة والنشر.

## نبذة
تبدأ وتنتهي قصة رحلة مجموعة من الفنانين على متن يخت «نوسيكيا» الذي تملكه راعية فنون غنية، باتجاه بحيرة بونتشارترين، وتنتهي في مدينة نيو أورلينز. المفاجأة هي أن مجموعة الفنانين والجماليين المدعوين توسعت لتشمل بعض الشباب، وخصوصًا الفتاتين الصغيرتين اللتين تثيران القلاقل داخل المجتمع وتتدخلان في هيكلاته. يصوّر المؤلف هذه المجموعة المختلطة أثناء تسليتهم، وتبادل العلاقات الرومانسية المثليّة والمغايرة، وما ينجم عن ذلك من نقاشات حول الأدوار الجنسية التقليدية والحديثة. وبالمثل، تتباين مناقشاتهم حول الشعر الحديث، ومفهوم الفن، والأسئلة الجمالية للأدب المعاصر. تدور أحداث الرواية في شهر أغسطس، خلال فترة انتشار البعوض التي يعاني منها الركاب.الرواية مقسمة إلى ستة أقسام: مقدمة تُعرّف بالوضع قبل الرحلة، وأربعة فصول مقسمة حسب الساعات توثق سير الرحلة التي تستغرق أربعة أيام على اليخت، وخاتمة تصف الحياة في نيو أورلينز بعد الرحلة.

## خلفية
استُلهمت رواية «البعوض» من رحلة ليخت قام بها فوكنر في أبريل 1925 على بحيرة بونتشارترين بمشاركة فنانين وكُتاب من نيو أورلينز، ويُشار إلى ذلك في الرواية عبر ذكر شخصية باسم «فوكنر». بعض الشخصيات في الرواية قد تكون مستوحاة من شخصيات حقيقية،مثل شخصية داوسون فايرشايلد التي ربما تعكس معلم فوكنر شيروود أندرسون.المكانان الرئيسيان للرواية هما مدينة نيو أورلينز ويخت على بحيرة بونتشارترين.تبدأ القصة وتنتهي في المدينة،وتتعقب القصة مجموعة متنوعة من الممثلين، ومحبي الجمال، والفتيان أثناء سفرهم في رحلة لمدة أربعة أيام على متن يخت ذو محرّك،اسمه نوسيكا، والمملوك لراعي فنون ثري.الرواية منظَّمة في ستة أقسام: افتتاحية تُقدم الشخصيات، وأربعة أقسام أساسية يوثق كل منها يومًا من أيام رحلة اليخت ساعة بساعة، وخاتمة تعيد الشخصيات، المتغيرة وغير المتغيرة، إلى حياتهم خارج القارب.تتعارض المصادر حول ما إذا كان فوكنر قد كتب رواية البعوض خلال فترة إقامته في باريس، ابتداءً من عام 1925 أو في باسكاجولا، مسيسيبّي في صيف عام 1926. ومع ذلك، فمن المتفق عليه بشكل واسع هو ليس فقط محيطها، وإنما محتواها أيضًا الذي يشير بوضوح إلى انخراط فوكنر الشخصي في مجتمع نيو أورلينز الإبداعي حيث قضى وقته قبل أن ينتقل إلى فرنسا.

## الافتتاحية
تبدأ رواية البعوض في شقة أحد شخصياتها الرئيسية، النحات المتفاني والانطوائي غوردون. يزوره صديقه الفنان إرنست تاليافيرو، الذي يراقبه باهتمام وهو يعمل على نحت تمثال، ويشرع في حديث أحادي الجانب حول نجاحه مع النساء، بينما يواصل غوردون العمل بصمت، مكتفيًا بإيماءات الموافقة الباردة. يرفض غوردون دعوة تاليافيرو لحضور رحلة القارب التي ستقيمها السيدة الثرية مورير.لكن أثناء خروج تاليافيرو لجلب قنينة حليب لغوردون، يلتقي بالسيدة مورير نفسها، ترافقها ابنة أخيها بّات. ترافقهما الزيارة إلى شقة غوردون، حيث توجه السيدة مورير دعوة مباشرة له للانضمام إلى رحلتها القصيرة على اليخت. ورغم تمسكه بمظهر اللامبالاة، تكشف تيارات وعيه عن صراع داخلي بين تحفظه وانجذابه المفاجئ إلى بّات، ما يدفعه في النهاية إلى تغيير رأيه.بعد انصراف تاليافيرو عن غوردون والنساء، يسلك طريقه عبر المدينة، ليتقاطع مساره مع مسارات شخصيات أخرى، كاشفًا عن مشهد فني متنوع في مدينة نيو أورلينز التي تتمحور حولها أحداث الرواية. وفي أحد العشاءات اللاحقة، يزور تاليافيرو غوردون مجددًا، حيث تتهيأ الأجواء عبر أحاديث عن الفن وتلميحات للتوترات العاطفية والجنسية، من خلال تفاعلاته مع يوليوس كوفمان وداوسون فيرتشايلد، ممهّدًا لعرض القضايا والشخصيات التي ستشكل لب الرواية لاحقًا.

## اليوم الأول
يُفتتح القسم الثاني بترحيب السيدة مورير بجميع ضيوفها على متن نوسيكا. مجموعة الشخصيات الحاضرة المتنوعة والمُقسمة نموذجيًا إلى فنانين، غير فنانين، وشباب. وعلى الرغم من توفير أساس زمني للنشاطات التي خططتها السيدة مورير لضيوفها، يُصبح من الواضح أن ضيوفها، وخصوصًا الرجال، لا يمكن السيطرة عليهم وأنهم مهتمون بشكل أكبر في شرب الويسكي في غرفهم والثرثرة حول النساء ومناقشة الفن، بدلًا من المشاركة في أي من النشاطات التي تقدمها. ينتهي اليوم الأول على اليخت بنهاية مشوقة صغيرة عندما يشير السيد تاليافيرو إلى أنه معجب بإحدى النساء على القارب، ولكنه يقول اسمها فقط خلف الأبواب المغلقة.

## اليوم الثاني
خلال اليوم الثاني تتراجع أهمية النشاطات على القارب أكثر بسبب نمو الشخصيات وتفاعلاتها مع بعضها الآخر. تستمر المحادثات نفسها بين الرجال مع شربهم للكحول، ولكن يصبح اليوم الثاني من الرحلة محددًا بشكل كبير من خلال التفاعلات بين أزواج من الشخصيات والذي ينتج عنه توتر جنسي مضلل ينشأ بينهم. تذهب محاولات تقرب السيدة جيمسون إلى بّيت، على سبيل المثال، دون أن يلاحظها أو يبادلها بها الرجل الشاب. وبشكل مشابه، يزيد اهتمام السيد تاليافيرو بجيني، على الرغم من كون هذا ما يحدث معه دائمًا، فهو لا يقدر على تحقيق أي علاقة مع الفتاة. وتشعر السيدة مورير بخيبة الأمل من الحب غير المتبادل أثناء مشاهدتها لتودد جميع الرجال على القارب إلى جيني وبّات. تتشارك الفتاتان اللتان يُنظر إليهما بنظرة ذكورية ملخص تفاعلهما المشحون بطريقة جنسية أثناء استلقائهما سوية في الغرفة التي تتشاركان بها. يبدو أن الشعور الوحيد المتبادل بشكل منفتح والذي يبدو أنه يتطور على مر اليوم هو الذي بين بّات والخادم المتوتر، ديفّيد ويست، الذي تذهب للقاء به للسباحة في منتصف الليل بعد لقائها الحميم مع جيني. ينهي مشهدان متعارضان الفصل مع عودة ديفّيد ويست وبّات في فرحة شبابية من سباق سباحة منتصف الليل من على القارب الذي أصبح مهجورًا الآن، بينما تستلقي السيدة مورير في سريرها تنهد في وحدتها.

## اليوم الثالث
يحدث أول تصرف مفاجئ عندما تقنع بات ديفيد بمغادرة اليخت والسير إلى مدينة ماندفيل، ويعبران المستنقع متأثرين بلدغ البعوض. وفي محاولة ثانية، يقترح فايرشايلد سحب اليخت بواسطة زورق صغير، لكن التجربة تفشل، ويسقط تاليفيرو وجيني في الماء، ويستغل جوردون الانشغال بالإنقاذ للسباحة إلى الشاطئ.يمضي الركاب الوقت في الحديث عن الناس عمومًا، والحسد، والحب، والأعراف الاجتماعية التقليدية. وتثار مناقشات فنية حول «الفن والحياة»، حيث تتباين الآراء بين الشخصيات.

## اليوم الرابع
يبدأ اليوم بمفاجآت جديدة: اختفاء ستيوارت ديفيد، وعودة جوردون إلى اليخت بمساعدة زورق، وتنتهي محاولات البحث عن جثته. يحدث خلاف بين جوردون وبات بسبب علاقتهما المشحونة، وتتشابك العلاقة بينهما جسديًا. تتخلل أحداث اليوم القصص الرمزية مثل قصة الملك الحزين.تستمر النقاشات الفنية، ويُنتهي الرحلة بحفل رقص، ويتعرض تاليفيرو مرة أخرى للفشل في محاولة إغواء جيني، التي تنتقل في النهاية إلى ضيف آخر، وتضحك عليه.

## الخاتمة
تصف الخاتمة حياة الركاب بعد الرحلة، بما في ذلك جيني وبيت اللذين يعودان إلى طبقاتهما الاجتماعية وأنشطتهما اليومية، وبت وجوش الذين يستعدان للعودة إلى والدهما في شيكاغو. جوردون يبدأ عملًا فنيًا جديدًا يصور باتريشيا مورير بالطين، في حين يستمر فايرشايلد وكوفمان في التفكير بالنقد الفني والمفاهيم الجمالية. تشمل الخاتمة تأملات عميقة عن الجمال، والحياة، والفن، والعلاقات الإنسانية.

## تاريخ النشر
تم نشر الرواية لأول مرة على يد «بوني آند ليفرايت» بفوكنر، مع تغييرات عن النسخة الأصلية. تم حذف أربعة أقسام رئيسية، ربما بسبب الحساسية تجاه تصوير العلاقات المثلية والنساء في تلك الفترة.

## التقييم
عند النشر، لم تحظَ الرواية باهتمام كبير من النقاد، ولكن بعد أن أصبح لفوكنر مكانة في الأدب الأمريكي، زاد الاهتمام بها. عموماً، يُنظر إليها كأقل أعماله أصالة، مع بعض الانتقادات والإشادات بقدرتها على استكشاف أدوار الفنان ومسؤولياته.